# فرودگاه لاگرانگ-کلاوای

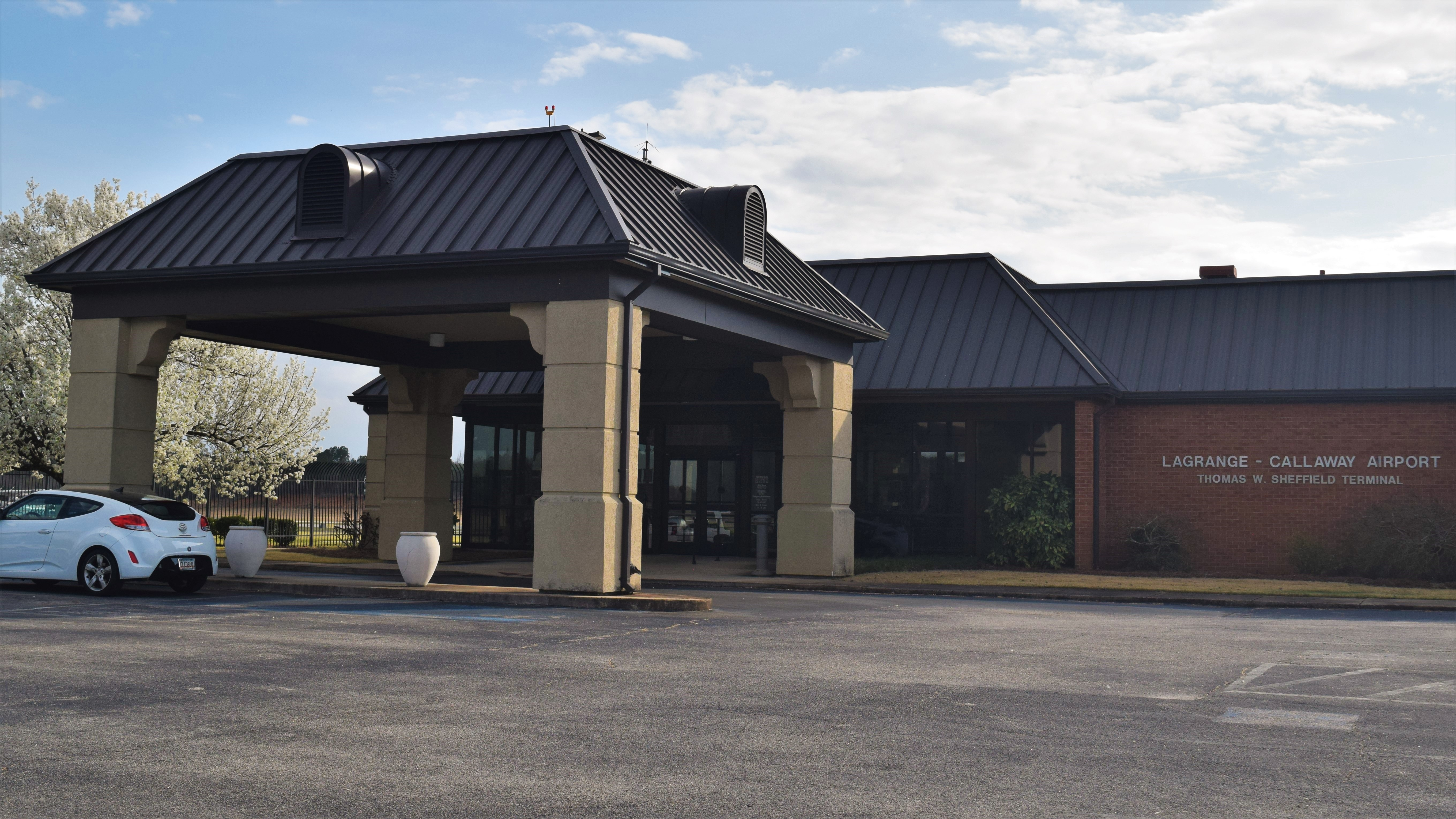
تصویری از ترمینال توماس دابلیو. شفیلد، فرودگاه لاگرانج-کالاوِی

فرودگاه لاگرانج-کالاوِی  (به انگلیسی: LaGrange-Callaway Airport) یک فرودگاه همگانی بهره‌برداری هوایی با کد یاتا LGC است که یک باند فرود آسفالت دارد و طول باند آن ۱۷۰۷ متر است. این فرودگاه در کشور ایالات متحده آمریکا قرار دارد و در ارتفاع ۲۱۱ متری از سطح دریا واقع شده است.